# Borawskie-Awissa
Borawskie-Awissa (em polonês/polaco: Borawskie-Awissa; transl. Borawskie-Awissa) é uma vila localizada no distrito administrativo de comuna de Radziłów, no condado de  Grajewo, na voivodia da Podláquia, no nordeste da Polônia.. Está aproximadamente 5 quilômetros a sudoeste de Radziłów, 23 quilômetros a oeste de Grajewo e 62 quilômetros a sul da capital regional, Białystok. A aldeia tem uma população de 147 habitantes